# IC 1421
IC 1421 — галактика типу E (еліптична галактика) у сузір'ї Водолій. За оцінками, вона знаходиться на відстані 627 мільйонів світлових років від Чумацького Шляху.
Об'єкт був відкритий Стефаном Жавелем 14 вересня 1892 року.
Цей об'єкт міститься в оригінальній редакції індексного каталогу.